# 연정계회도
연정계회도(蓮亭契會圖)는 소속이 같은 문인들의 친목 도모를 위한 모임인 계회를 그린 16세기 중엽에 제작된 작가미상의 기록화이다. 1986년 10월 15일 대한민국의 보물 제871호로 지정되었다.

## 개요
연정계회도(蓮亭契會圖)는 소속이 같은 문인들의 친목도모와 풍류를 즐기기 위한 모임을 그린 계회도이다. 비단바탕에 엷고 산뜻한 채색으로 그린 이 그림은 가로 59cm, 세로 94cm 크기이다. 
이 그림은 중단의 계회장면과 더불어 상단의 계회명칭 및 하단에는 참석자들의 이름·본관 등의 사항을 기록하였는데, 계회장면을 제외한 나머지 부분이 잘려나가 계회의 구체적인 내용과 참석자들은 알 수 없다. 그림은 산수를 배경으로 옥내 안에는 일곱 명의 참석자들이 원을 그리며 앉아 있고 그 오른쪽에는 여인들이 줄지어 앉아 있다. 계회가 열리고 있는 정자 앞에 연못이 있음을 고려하여〈연정계회도〉라고 부르기도 하였다. 
16세기 중엽에 제작된 이 그림은 계회장면을 산수배경 속에서 상징적으로 표현하던 것과는 달리 산수배경과 거의 대등하게 계회장면이 부각되어, 조선 전기 계회도와 두드러진 대조를 보여주고 있다. 따라서 조선 전기 계회도에서 중기 계회도로 넘어가는 과도기적인 작품이라 할 수 있다.

## 참고 자료
- 연정계회도 - 국가유산청 국가유산포털
- 본 문서에는 서울특별시에서 지식공유 프로젝트를 통해 퍼블릭 도메인으로 공개한 저작물을 기초로 작성된 내용이 포함되어 있습니다.